# Enrique Herrera
Ángel Enrique Herrera Rodríguez (La Habana, 4 de julio de 1904-Ciudad de México, 28 de diciembre de 1991) fue un actor de cine cubano afincado en México. Interpretó el papel del emperador Maximiliano I de México en la película histórica mexicana Juárez y Maximiliano (1934) de Miguel Contreras Torres, la cual al ser rehecha en los Estados Unidos como The Mad Empress (1939) cambiando el enfoque a la esposa de Maximiliano, Carlota, si bien retuvo a la actriz que la interpretaba (Medea de Novara), reemplazó a Herrera como Maximiliano por Conrad Nagel debido a que Herrera no sabía hablar inglés. Escribió, produjo y dirigió la película de comedia Los apuros de Narciso de 1940, sus únicos créditos cinematográficos no actorales.

## Filmografía parcial
- Juárez y Maximiliano (1934)
- La paloma (1937)
- Huapango (1938)
- Cada loco con su tema (1938)
- La tía de las muchachas (1938)
- Caballo a caballo (1939)
- Los apuros de Narciso (1940)
- Mil estudiantes y una muchacha (1941)
- Hotel de verano (1944)
- Una mujer que no miente (1944)
- Yo soy usted (1944)
- Cuando quiere un mexicano (1944)
- Me he de comer esa tuna (1945)
- Lo que va de ayer a hoy (1945)
- El superhombre (1946)
- El conquistador (1947)
- Canasta uruguaya (1951)
- Los dos rivales (1966)